# Joseph Martineau
Pour les articles homonymes, voir Martineau.
Joseph Martineau, né le 5 décembre 1911 à Vezins (Maine-et-Loire) et mort le 22 décembre 1996 à Chemillé (Maine-et-Loire), est un artiste peintre et sculpteur français autodidacte, ayant suivi les cours par correspondance de l’École ABC de Paris.

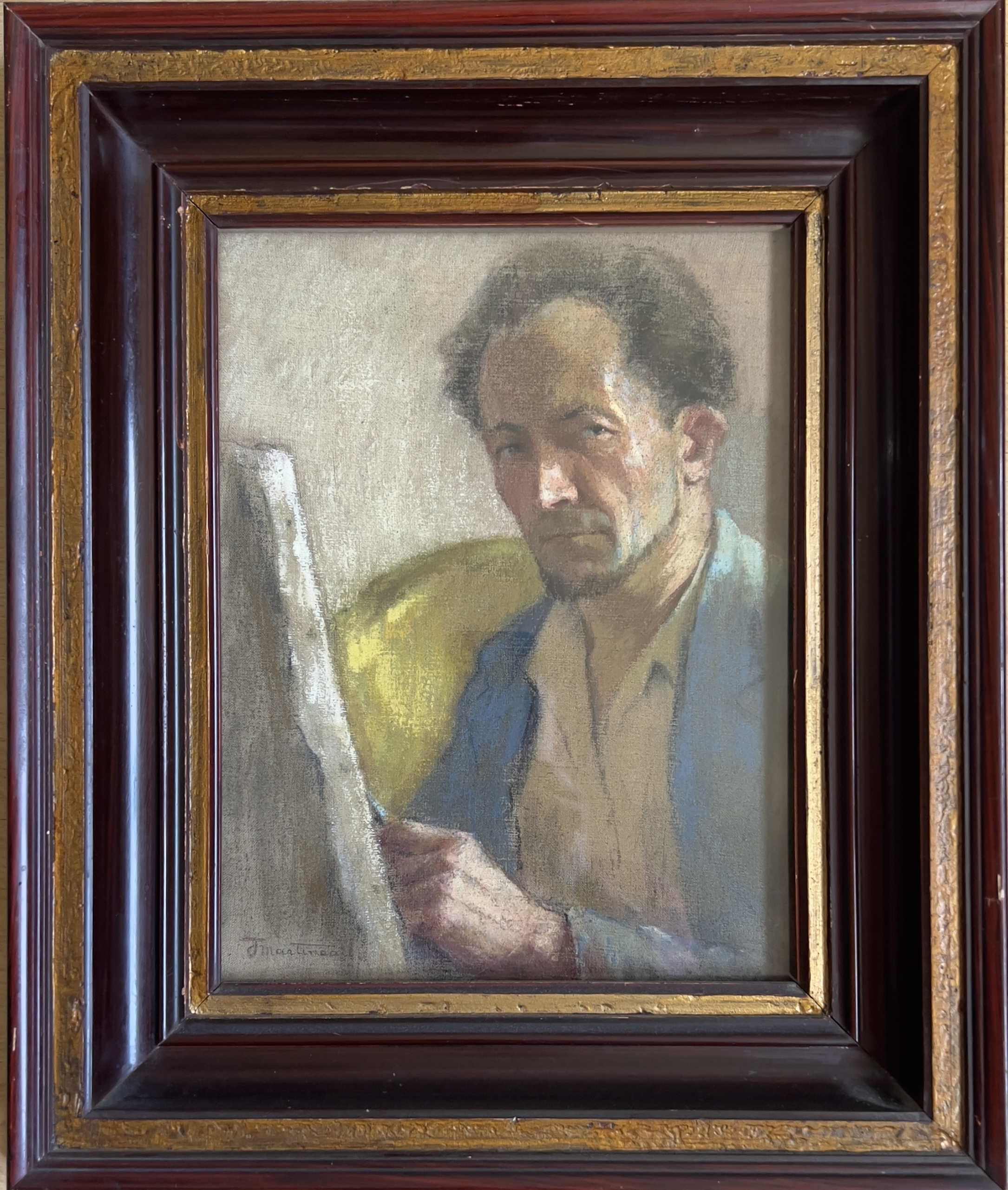
Joseph Martineau (1911 - 1996). Autoportrait (pastel sur toile).

## Biographie
Joseph Louis Marie Anatole Martineau, né à « La Planchette » de Vezins, est le fils d’un couple de cultivateurs : Marie Joseph Pierre Eugène Martineau et Marie Louise Françoise Jottereau. Après son certificat d'études, il apprend avec son père le métier de cultivateur. Joseph, pendant ces premières années-là, n'a guère le temps de dessiner. Infirmier à Saint-Maixent-l'École, après le service militaire, il devient collecteur de lait à Vezins.
Ses premiers dessins, largement inspirés de la nature qui l'entoure, vont très vite attirer l'attention du bourrelier et peintre Georges Armand Goudé, de Vezins, qui l'encourage à développer un talent certain. Sur ses conseils il s'inscrit et participe à un concours de portrait de l'École ABC de Paris — qui dispense des cours par correspondance — pour lequel il se classe 8e sur 2 800 candidats en 1938. Il se consacre ensuite largement à son talent artistique tout en pratiquant successivement divers métiers, dont celui de moniteur d'auto-école. Il est bientôt remarqué par le peintre Jean Commère.
Admis en 1947 aux Artistes français, c'est au salon de 1951 qu'il obtient la médaille d'argent, pour la Fressure (œuvre acquise par l'ambassadeur d'Angleterre).
Joseph  Martineau, participe à de nombreuses expositions dans sa région de naissance : Cholet, Saumur, Angers, Thouars mais aussi à Paris et Bruxelles.
En 1961, il devient professeur de dessin à la chambre de commerce de Cholet et au lycée Sainte-Marie ; il y a notamment comme élèves (artistes contemporains) :
- l'aquarelliste Marion Raynard née en 1943[5] qui, après avoir étudié le dessin et la figurine de mode à la chambre de commerce de Cholet, travaille ensuite comme styliste. À la quarantaine elle se met à l'aquarelle, qu'elle étudie et approfondit avec Florence d'Ersu puis M. Lamarti. Bientôt en cours libres aux beaux-arts d'Angers, dix ans plus tard elle enseigne l'aquarelle aux Ponts-de-Cé, Saint-Barthélémy-d'Anjou et enfin à Brissac-Quincé ;
- le céramiste, Hervé Bouczo né à La Chapelle-Basse-Mer (Loire-Atlantique) en 1946[6], artiste peintre et sculpteur qui continue, après sa formation, durant de nombreuses années, à dessiner avec son maître devenu son ami ;
- le sculpteur et peintre Éric Chabiron, né en 1960 à Saumur[N 2].

L'âge de la retraite venu, il ouvre un atelier de peinture à Vezins. Il meurt en 1996, à Chemillé, à l'âge de 86 ans.

## Hommages
Ses pairs remarquent en lui une grande sensibilité. Doué d'un coup de crayon précis, il excelle dans les portraits et les pastels. Il peint des paysages, des natures mortes, des scènes intimistes. La maturité lui permet d'atteindre des sommets dans l'art de la « peinture au couteau » dont il se dit très fervent. Joseph Martineau se révèle être aussi un excellent sculpteur.
Témoignage de Guy de Lignières, journaliste à Ouest-France : « il suggère et contourne sans s'arrêter jusqu'à la fin de l'idée. La forme, souvent arrondie, jamais heurtée, devient l'expression d'une force qui explose de sensibilité, de délicatesse, de sentiments et surtout de bonté. Joseph Martineau croque la belle simplicité de la vie et de tout ce qui l'abîme, comme les artistes  des fresques de Lascaux. Ce n'est pas une carte postale, c'est un coin de la campagne de Vezins vue par un homme qui a su s'arrêter et regarder ».
La commune de Trémentines lui rend hommage lors de son premier salon de printemps, Renc'Art, le samedi et le dimanche 9 et 10 avril 2016, titre : Hommage particulier à Joseph Martineau, originaire de Vezins. Y sont exposées entre autres, plusieurs de ses premières œuvres (dessins à l'encre de chine, peintures et sculptures) mises à disposition par son entourage familial, des collectionneurs privés, la municipalité de Vezins et le musée d'Art et d'Histoire de Cholet.
Certaines œuvres de Joseph Martineau sont présentes au musée d'Art et d'Histoire de Cholet ; d'autres ressurgissent vingt ans après sa mort dans plusieurs expositions. Il a soutenu, encouragé et révélé de nombreux talents qui restent fiers de l'avoir eu comme professeur et qui le citent.
La commune de Vezins lui a dédié une de ses rues.

## Distinctions
Joseph Martineau est :
- médaille d'argent des artistes français en 1951 pour La Fressure ;
- en 1955, lauréat du prix Rémy Landeau décerné au Salon de 1955 de la Société des artistes français à Paris[10][réf. nécessaire]
- primé à la galerie Paul Ambroise puis à celle de la Banque de France à Paris ;
- grand prix d'honneur de la ville de Bruxelles en 1964 pour Le Poulailler ;
- primé par les villes de Thouars et de Niort ;
- premier prix Fernand Dupré à Cholet en 1970 ;
- primé par la ville de Saumur en 1991 pour Autoportrait.